# Гшиссль, Милена
Милена Гшиссль (в первом браке — Фолтынова; до замужества — Соколовска; чеш. Milena Gschiessl (Foltýnová; Sokolovská); 14 мая 1950, Лом — 24 декабря 1993, Вена) — чехословацкая и австрийская гандболистка, полевой игрок. Участница летних Олимпийских игр 1980 и 1984 годов.

## Биография
Милена Гшиссль родилась 14 мая 1950 года в чехословацком городе Лом (сейчас в Чехии).
В детстве занималась баскетболом, настольным теннисом, лёгкой атлетикой. С 14 лет начала заниматься гандболом в Литвинове, откуда вскоре перебралась в пражский «Богемианс». С 1970 года выступала за «Готвальдов» из Злина. В его составе два раза выигрывала чемпионат Чехословакии (1974, 1977), четыре раза становилась лучшим снайпером чемпионата Чехословакии (1977—1980). За десять сезонов в Готвальдове забросила более 1300 мячей.
Пять раз признавалась лучшей гандболисткой Чехословакии (1974—1975, 1977—1979).
В составе женской сборной Чехословакии трижды участвовала в чемпионатах мира — в 1973 году в Югославии (6-е место), в 1975 году в СССР (6-е место) и в 1978 году в Чехословакии (4-е место).
В 1980 году вошла в состав женской сборной Чехословакии по гандболу на летних Олимпийских играх в Москве, занявшей 5-е место.
В течение карьеры провела за женскую сборную Чехословакии 193 матча, забросила 616 мячей.
В начале 1980-х годов перебралась в Австрию, где играла сначала за «Гипо Нидеростеррайх», затем за «Холлабрунн» и «Фюнфкирхен».
В 1981 году Фолтынову вопреки её желанию не взяли в сборную Чехословакии для участия в чемпионате мира в дивизионе «B». После этого она вышла замуж, сменила фамилию и гражданство, начав выступать за Австрию.
В 1984 году вошла в состав женской сборной Австрии по гандболу на летних Олимпийских играх в Лос-Анджелесе, занявшей 5-е место.
Умерла 24 декабря 1993 года в австрийском городе Вена.

## Память
С 1994 года в Литвинове проводится турнир памяти Милены Фолтыновой.
В 1995 году в Злине был проведён турнир памяти Милены Фолтыновой, позже переименованный в Континентальный кубок Барума.